# 249.ª Divisão de Infantaria (Alemanha)
A 249ª Divisão de Infantaria (em alemão:249. Infanterie-Division) foi uma unidade militar que serviu no Exército alemão durante a Segunda Guerra Mundial.

## Comandantes
| Comandante     | Data                                   |
| -------------- | -------------------------------------- |
| Oberst Plinzer | ? de março de 1945 - ? de maio de 1945 |

## Área de operações
| Países Baixos | de março de 1945 - maio de 1945 |